# Рощин Павло Іванович
Павло Іванович Рощин (14 жовтня 1956, Одеса) — радянський легкоатлет, фахівець із бігу на короткі дистанції. Виступав за збірну СРСР із легкої атлетики на початку 1980-х років, володар бронзової медалі чемпіонату Європи, переможець першостей всесоюзного та республіканського значення. ууу 1213

## Біографія
Павло Рощин народився 14 жовтня 1956 року в Одесі, Українська РСР.
Почав займатися легкою атлетикою у 1975 році, виступав за Одесу та всесоюзне фізкультурно-спортивне товариство «Динамо».
Вперше заявив про себе на всесоюзному рівні у сезоні 1978 року, коли на чемпіонаті СРСР у Тбілісі з командою Української РСР здобув перемогу в естафеті 4×400 метрів.
У 1979 році на чемпіонаті країни в рамках VII літньої Спартакіади народів СРСР у Москві став срібним призером в естафеті 4×400 метрів, при цьому в загальному заліку Спартакіади показав третій результат.
На чемпіонаті СРСР 1984 року в Донецьку взяв бронзу в індивідуальному бігу на 400 метрів та в естафеті 4×400 метрів.
У 1981 році на чемпіонаті СРСР у Москві виграв срібні медалі у дисципліні 400 метрів та естафеті 4×400 метрів. Потрапивши до складу радянської збірної, виступив на Кубку Європи в Загребі, де разом зі співвітчизниками також став другим в естафеті. На наступному Кубку світу в Римі посів в естафеті четверте місце.
У 1982 році брав участь у матчевій зустрічі зі збірною США в Індіанаполісі, на чемпіонаті СРСР у Києві та чемпіонаті Європи в Афінах завоював бронзові нагороди в естафеті 4×400 метрів.
На чемпіонаті СРСР 1980 року у Донецьку завоював срібло в індивідуальному бігу на 400 метрів, переміг в естафеті 4×400 метрів.
У 1985 році на чемпіонаті СРСР у Ленінграді з динамівською командою став срібним призером в естафеті 4×400 метрів.
Після завершення спортивної кар'єри проживав в Одесі, обіймав посаду заступника голови Одеської обласної організації ФСТ «Динамо» України.